# Fun Factory
A Fun Factory 1992-ben alakult német eurodance együttes.
Az eredeti felállás tagjai: Balca Tözün, Marie-Anett Mey, Toni Cottura, Stephan Browarczyk, Rodney Hardison voltak.
Az együttes első dala a "Groove Me" volt. 1994-ben megjelent az első albuma is "Nonstop" címmel. Balca Tözün távozása után Marie-Anett Mey lett az új énekesnő. Mint később kiderült, ezután is Balca énekelte a Fun Factory dalokat, Marie csak tátogott rá.
Az első sikereket a "Close to You"-val érték el. De az igazi sikert mégis a "Take Your Chance" hozta meg a Fun Factory számára. 1994-ben adták ki a kevésbé sikeres "Pain"-t. 1995-ben érkezett az új album Fun-Tastic'. Az album első dala a "I Wanna B with U", majd az ezt követő "Celebration" hatalmas siker volt.
1997-ben az együttes abban a formában feloszlott, majd egy évvel később változó tagokkal New Fun Factory néven működött.
2009-ben próbát tettek az együttes felélesztésére új tagokkal, de nem sok sikerrel. 2013-ig 4 új formáció volt Fun Factory néven, végül a producerek úgy döntöttek, az eredeti tagokkal indítják újra a Fun Factoryt.
Visszatért az együttesbe Balca Tözün, Toni Cottura, Stephan Browarczyk és új belépőként Anthony Freeman.

## Tagok
| Tagjai | Tagjai                                        | 1992 | 1993 | 1994 | 1995 | 1996 | 1997 |  | 2009 |  | 2013 | 2014 | 2015 |
| ------ | --------------------------------------------- | ---- | ---- | ---- | ---- | ---- | ---- |  | ---- |  | ---- | ---- | ---- |
|        | Balca Tözün (1992–1997, 2009, 2013–jelenleg)  |      |      |      |      |      |      |  |      |  |      |      |      |
|        | Marie-Anett Mey (1993–1997)                   |      |      |      |      |      |      |  |      |  |      |      |      |
|        | Toni Cottura (1992–1996, 2009, 2013–jelenleg) |      |      |      |      |      |      |  |      |  |      |      |      |
|        | Stephan Browarczyk (1992–1997, 2013-jelenleg) |      |      |      |      |      |      |  |      |  |      |      |      |
|        | Rodney Hardison (1992–1997)                   |      |      |      |      |      |      |  |      |  |      |      |      |
|        | Anthony Freeman (2013–jelenleg)               |      |      |      |      |      |      |  |      |  |      |      |      |

## Dalok
- 1990-Fun Factory's Theme
- 1993 Groove Me (Nonstop)
- 1993 Close to You (Nonstop)
- 1994 Take Your Chance (Nonstop)
- 1994 Pain (Nonstop)
- 1995 I Wanna B with U (Fun-Tastic)
- 1995 Celebration (Fun-Tastic)
- 1995 Doh Wah Diddy (Fun-Tastic)
- 1996 Don't Go Away (Fun-Tastic)
- 1996 I Love You (Fun-Tastic)

## Albumok
- 1994 Nonstop (Regular Records)
- 1995 Fun-Tastic (Regular Records)
- 1996 All Their Best (Regular Records)
- 1999 Next Generation
- 2002 ABC of Music
- 2016 Back to the Factory